# If You Cheat, You Die
If You Cheat, You Die (Hangul: 바람피면죽는다; RR: Balampimyeonjugneunda, también conocida como Cheat on Me, If You Can), es una serie de televisión surcoreana transmitida del 2 de diciembre del 2020 hasta el 28 de enero del 2021, a través de KBS2.

## Sinopsis
La serie sigue una historia poco convencional e intensa sobre gente que hace cosas malas con culpa.
Kang Yeo-joo, es una novelista criminal que solo piensa en cómo matar a las personas y a su esposo Han Woo-sung, un abogado de divorcios que escribió un memorando con ella que dice: "Si Me Engañas, Mueres" (en inglés: "If You Cheat, You Die").

## Reparto[6]

### Personajes principales[7]
| Actor         | Personaje       | N.º de episodios | Notas |
| ------------- | --------------- | ---------------- | --- |
| Cho Yeo-jeong | Kang Yeo-joo    | 16               | Es una exitosa y popular novelista de misterio y crimen, que siempre está pensando en diferentes formas de matar personas. Se considera una persona fiel, por lo que siempre termina sus historias matando a sus inmorales personajes masculinos. Es apodada como "Praying Mantis". |
| Go Joon       | Han Woo-sung    | 16               | Es un abogado de divorcios que ha hecho una promesa por escrito con su esposa que dice que "si la engaña, muere". Es un hombre que se apasiona e involucra emocionalmente con su trabajo.                                                                                           |
| Kim Young-dae | Cha Soo-ho      | -                | Es un atractivo trabajador de medio tiempo en una tienda de conveniencia que en realidad es un joven agente del Servicio de Inteligencia Nacional y uno de los que debe de proteger a Kang Yeo-joo.                                                                                 |
| Yeonwoo       | Go Mi-rae       | -                | Es una estudiante universitaria de arte cuyos verdaderos pensamientos son difíciles de leer. Aunque parece una joven inocente en el fondo tiene una personalidad complicada. |
| Kim Ye-won    | Det. Ahn Se-jin | -                | Es la única mujer detective del departamento de crímenes violentos. |

### Personajes secundarios[24]

#### Conocidos de Yeo-joo y Woo-sung
| Actor          | Personaje      | N.º de episodios | Notas |
| -------------- | -------------- | ---------------- | --- |
| Song Ok-sook   | Yeom Jin-ok    | -                | Es una ama de llaves profesional. |
| Jung Sang-hoon | Son Jin-ho     | -                | Es el mejor amigo de Han Woo-sung y secretario en la oficina de abogados. Está casado con Min Yoon-hee y la pareja tiene un hijo, Son Dong-ho. |
| Na Young-hee   | -              | -                | Es la madre de Han Woo-sung. |
| Han Soo-yeon   | Park Hye-kyung | -                | Es una abogada y la rival de Han Woo-sung. |
| Lee Se-na      | Min Yoon-hee   | -                | Es la esposa de Son Jin-ho y madre de Son Dong-ho.                                                                                             |
| Kim Ji-hoon    | Son Dong-ho    | -                | Es el hijo de Son Jin-ho y Min Yoon-hee. |

#### Miembros de la Estación de Policía Seodong
| Actor         | Personaje            | N.º de episodios | Notas |
| ------------- | -------------------- | ---------------- | --- |
| Lee Si-eon    | Det. Jang Seung-chul | -                | Es un experimentado y veterano detective de la estación de policía Seodong Police Station y compañero de la detective Ahn Se-jin. |
| Kim Ye-won    | Det. Ahn Se-jin      | -                | Es una detective y la compañera de Jang Seung-chul.                                                                               |
| Lee Tae-hyung | Det. Kang Gang-gye   | -                | Es un detective de homicidios y el líder del equipo de la estación de policía Seodong Police Station.                             |

#### Miembros de la Editorial "O Ville Publishing House"
| Actor       | Personaje     | N.º de episodios | Notas |
| ----------- | ------------- | ---------------- | --- |
| Kim Soo-jin | Yang Jin-seon | -                | Es una representante de la editorial.                                                                           |
| Bae Noo-ri  | Uhm Ji-eun    | -                | Es una joven agente del Servicio de Inteligencia Nacional, que se hace pasar como una empleada de la editorial. |

#### Miembros del Servicio Nacional de Inteligencia
| Actor         | Personaje    | N.º de episodios | Notas                                                              |
| ------------- | ------------ | ---------------- | ------------------------------------------------------------------ |
| Oh Min-suk    | Ma Dong-kyun | -                | Es el jefe y director del Servicio Nacional de Inteligencia (NIS). |
| Kim Young-dae | Cha Soo-ho   | -                | Es un agente.                                                      |
| Bae Noo-ri    | Uhm Ji-eun   | -                | Es una agente.                                                     |

#### Miembros de la Estación de Radiodifusión
| Actor         | Personaje      | N.º de episodios | Notas |
| ------------- | -------------- | ---------------- | --- |
| Hong Soo-hyun | Baek Soo-jeong | -                | Es una mujer con la que Han Woo-sung engaña a su esposa y que después desaparece misteriosamente. Poco después se descubre su cuerpo. |
| Gong Sang-ah  | Oh Hyun-jung   | -                | Es el director de producción a cargo del programa de información matutino.                                                            |
| Yoo Jun-hong  | Kim Deok-gi    | -                | Es el mánager de Baek Soo-jeong. |

### Otros personajes
| Actor           | Personaje         | N.º de episodios | Notas                                                 |
| --------------- | ----------------- | ---------------- | ----------------------------------------------------- |
| Kim Do-hyun     | Nam Ki-ryong      | -                | Es el principal consultor de política de Corea.       |
| Park Jung-woo   | Mr. Jin           | -                |                                                       |
| Kim Jung-seok   | Bae Jung-shik     | -                | Es un mánager.                                        |
| Song Seung-ha   | Na Yoo-ri         | -                |                                                       |
| Song Hoon       | -                 | 1                | Es un ejecutivo.                                      |
| Jin Shi-won     | -                 | 1                | Es un miembro del personal.                           |
| Ye Soo-bin      | -                 | 1                | Es una empleada de la editorial "O Ville Publishing". |
| Yoo So-young    | -                 | 1                | Es una corredora.                                     |
| Hong Ye-ji      | -                 | 1                | Es una miembro de la audiencia.                       |
| Won Hyun-joon   | -                 | 2, 8             | Es un violinista.                                     |
| Jang Jae-kwon   | -                 | 2                | Es un mesero.                                         |
| Oh Jin-ha       | -                 | 2                | Es la recepcionista del hotel.                        |
| Jang Eui-don    | -                 | 2                | Es el repartidor del refrigerador.                    |
| Park Ji-ho      | -                 | 2                | Es el repartidor del refigerador.                     |
| Ahn Soo-bin     | -                 | 3                | Es una guardia de seguridad.                          |
| Lee Yoon-sang   | -                 | 4                | Es un político.                                       |
| Lee Tae-goo     | -                 | 5                | Es un detective.                                      |
| Min Dae-shik    | -                 | 5                | Es un examinador médico.                              |
| Kim Tae-moon    | Dr. Jung Chan-woo | 5                | Es un doctor.                                         |
| Park Jin-soo    | Min Ji-hyun       | 5                | Es una vendedora.                                     |
| Park Young-bok  | -                 | 6                | Es un taxista.                                        |
| Lee Shi-young   | -                 | 6                | Es una joyera.                                        |
| Kim Yoon-joo    | Son Eun-kyung     | 7                |                                                       |
| Bae Eun-woo     | -                 | 7                | Es una instructora de fitness.                        |
| Shin Seung-yong | -                 | 8                | Es un oficial de la policía.                          |
| Lee Woo-joo     | -                 | 8                | Es un agente.                                         |
| Seo Suk-gyu     | -                 | 8                | Es un exagente.                                       |
| Shin Dong-ryuk  | -                 | 8                | Es un hombre casado en el restaurante.                |
| Park Jung-eon   | -                 | 8                | Es una mujer casada en el restaurante.                |
| Go Han-min      | Jo Dong-jo        | 8                | Es un reportero.                                      |
| Jun Joon-woo    | Kim Hyung-joon    | 8                | Es un miembro del NFS.                                |
| Bae Gi-beom     | -                 | 8                | Es un guardia de seguridad.                           |
| Heo Jae-ho      | -                 | -                | Es un agente.                                         |
| Kim Kwang-sub   | -                 | -                | Es un miembro de "Green Ivy".                         |

### Apariciones especiales
| Actor          | Personaje       | N.º de episodios | Notas |
| -------------- | --------------- | ---------------- | ----- |
| Choi Jung-woo  | -               | -                |       |
| Jeon Soo-kyung | Yoon Hyeong-suk | -                |       |

## Episodios
La serie está conformada por 32 episodios, los cuales fueron emitidos todos los miércoles y jueves a las 21:30 (KST).

### Índices de audiencia
Los números en color rojo indican las calificaciones más bajas, mientras que los números en azul indican las calificaciones más altas.
| Ep.      | Parte    | Fecha de emisión        | Participación promedio de audiencia | Participación promedio de audiencia |
| Ep.      | Parte    | Fecha de emisión        | AGB Nielsen                         | TNmS ratings                        |
| Ep.      | Parte    | Fecha de emisión        | Nacional                            | Seúl                                |
| -------- | -------- | ----------------------- | ----------------------------------- | ----------------------------------- |
| 1        | 1        | 2 de diciembre de 2020  | 4.1%                                | N/A                                 |
| 1        | 2        | 2 de diciembre de 2020  | 5.8% (19.ª)                         | 6.2% (14.ª)                         |
| 2        | 1        | 3 de diciembre de 2020  | 4.3%                                | N/A                                 |
| 2        | 2        | 3 de diciembre de 2020  | 5.8% (12.ª)                         | 6.3% (12.ª)                         |
| 3        | 1        | 9 de diciembre de 2020  | 3.3%                                | N/A                                 |
| 3        | 2        | 9 de diciembre de 2020  | 4.5%                                | N/A                                 |
| 4        | 1        | 10 de diciembre de 2020 | 4.2%                                | N/A                                 |
| 4        | 2        | 10 de diciembre de 2020 | 5.2%                                | 5.8%                                |
| 5        | 1        | 16 de diciembre de 2020 | 2.7%                                | N/A                                 |
| 5        | 2        | 16 de diciembre de 2020 | 4.1%                                | N/A                                 |
| 6        | 1        | 17 de diciembre de 2020 | 3.2%                                | N/A                                 |
| 6        | 2        | 17 de diciembre de 2020 | 3.9%                                | N/A                                 |
| 7        | 1        | 23 de diciembre de 2020 | 2.9%                                | N/A                                 |
| 7        | 2        | 23 de diciembre de 2020 | 3.8%                                | N/A                                 |
| 8        | 1        | 30 de diciembre de 2020 | 2.4%                                | N/A                                 |
| 8        | 2        | 30 de diciembre de 2020 | 3.6%                                | N/A                                 |
| 9        | 1        | 6 de enero de 2021      | 2.4%                                | N/A                                 |
| 9        | 2        | 6 de enero de 2021      | 3.1%                                | N/A                                 |
| 10       | 1        | 7 de enero de 2021      | 2.9%                                | N/A                                 |
| 10       | 2        | 7 de enero de 2021      | 3.0%                                | N/A                                 |
| 11       | 1        | 13 de enero de 2021     | 2.6%                                | N/A                                 |
| 11       | 2        | 13 de enero de 2021     | 3.4%                                | N/A                                 |
| 12       | 1        | 14 de enero de 2021     | 2.8%                                | N/A                                 |
| 12       | 2        | 14 de enero de 2021     | 3.1%                                | N/A                                 |
| 13       | 1        | 20 de enero de 2021     | [ 46 ]                              | N/A                                 |
| 13       | 2        | 20 de enero de 2021     | 3.5%                                | N/A                                 |
| 14       | 1        | 21 de enero de 2021     | [ 47 ]                              | N/A                                 |
| 14       | 2        | 21 de enero de 2021     | 3.0%                                | N/A                                 |
| 15       | 1        | 27 de enero de 2021     | [ 49 ]                              | N/A                                 |
| 15       | 2        | 27 de enero de 2021     | 4.6%                                | N/A                                 |
| 16       | 1        | 28 de enero de 2021     | 3.3%                                | N/A                                 |
| 16       | 2        | 28 de enero de 2021     | 4.0%                                | N/A                                 |
| Promedio | Promedio | Promedio                | %                                   | %                                   |

## Música
El OST de la serie está conformado por las siguientes canciones:

### Parte 1
| No. | Intérprete | Canción           | Letra              | Música             | Duración |
| --- | ---------- | ----------------- | ------------------ | ------------------ | -------- |
| 1   | Suran      | "O.V.E.R" (수란)  | Kim Ji-soo y Y.nik | Kim Ji-soo y Y.nik | 3:12     |
| 1   |            | "O.V.E.R" (Inst.) | -                  | Kim Ji-soo y Y.nik | 3:12     |

### Parte 2
| No. | Intérprete | Canción            | Letra         | Música                   | Duración |
| --- | ---------- | ------------------ | ------------- | ------------------------ | -------- |
| 1   | Llwyd      | "Whisper" (루이드) | Llwyd y Y.nik | Llwyd, Y.nik y Kim Jisoo | 3:26     |
| 2   |            | "Whisper" (Inst.)  | -             | Llwyd, Y.nik y Kim Jisoo | 3:26     |

### Parte 3
| N.º | Intérprete | Canción            | Letra      | Música          | Duración |
| --- | ---------- | ------------------ | ---------- | --------------- | -------- |
| 1   | JeA        | "Fade Out"         | Kim Ji-soo | Kim Ji-soo y 2L | 3:42     |
| 2   |            | "Fade Out" (Inst.) | -          | Kim Ji-soo y 2L | 3:42     |

## Premios y nominaciones
| Año  | Categoría                                   | Premio                | Nominado(a)             | Resultado |
| ---- | ------------------------------------------- | --------------------- | ----------------------- | --------- |
| 2020 | Top Excellence Award, Actress               | 34th KBS Drama Awards | Cho Yeo-jeong           | Nominada  |
| 2020 | Excellence Award - Actor in a Miniseries    | 34th KBS Drama Awards | Go Joon                 | Nominado  |
| 2020 | Premio a la excelencia, actriz en miniserie | 34th KBS Drama Awards | Cho Yeo-jeong           | Ganó      |
| 2020 | Mejor actor de reparto                      | 34th KBS Drama Awards | Jung Sang-hoon          | Nominado  |
| 2020 | Mejor actriz de reparto                     | 34th KBS Drama Awards | Hong Soo-hyun           | Nominada  |
| 2020 | Mejor actor revelación                      | 34th KBS Drama Awards | Kim Young-dae           | Nominado  |
| 2020 | Premio a la popularidad                     | 34th KBS Drama Awards | Kim Young-dae           | Ganó      |
| 2020 | Mejor pareja                                | 34th KBS Drama Awards | Go Joon y Cho Yeo-jeong | Ganaron   |

## Producción
La serie también es conocida como "Cheat on Me, If You Can", "You Cheat, You Die"; "You're Dead If You Cheat" y/o "If I Cheat, I Die".
Fue dirigida por Kim Hyoung-seok, quien contó con el apoyo del guionista Lee Sung-min. La producción estuvo a cargo de Lee Sang-baek, mientras que la producción ejecutiva fue realizada por Noh Sang-hoon.
La primera lectura del guion fue realizada en agosto del 2020.
La serie también contó con el apoyo de la compañía de producción "AStory".
El 22 de agosto del 2020 la KBS anunció que habían tenido una junta de emergencia y habían decidido detener la producción y filmaciones de la serie del 24 de agosto al 30 de agosto del mismo año, así como de las series Do Do Sol Sol La La Sol, Homemade Love Story y "The Secret Man", como medidas de prevención para evitar que el elenco y el equipo se infectara con la pandemia de COVID-19, debido a los nuevos brotes de la enfermedad.